# Código de Histona
O código das histonas é uma hipótese de que a transcrição de informações genéticas codificadas no DNA é, em parte, regulada por modificações químicas nas histonas, principalmente em suas extremidades não estruturadas. Juntamente com modificações, como a metilação do DNA, fazendo parte do código epigenético.
As histonas se associam ao DNA para formar nucleossomos, que se agrupam para formar fibras de cromatina, que por sua vez, formam o cromossomo que conhecemos.
Histonas são proteínas globulares com um N-terminal flexível (considerada a cauda) que se projeta a partir do nucleossomo.
Muitas das modificações na cauda da histona se correlacionam muito bem com a estrutura da cromatina. O estado de modificação da histona e a estrutura da cromatina se correlacionam bem com os níveis de expressão gênica.
O principal conceito da hipótese do código da histona é que as modificações da histona servem para recrutar outras proteínas pelo reconhecimento específico da histona modificada, por meio de domínios proteicos especializados para tais funções, em vez de simplesmente estabilizar ou desestabilizar a interação entre a histona e o DNA subjacente. Essas proteínas recrutadas agem para alterar ativamente a estrutura da cromatina ou para promover a transcrição.

## Hipótese
A hipótese é que as interações entre cromatina e  DNA são guiadas por combinações de modificações de histonas. Embora seja aceito que modificações (como metilação, acetilação, ADP-ribosilação, ubiquitinação, citrulinação e fosforilação) nas caudas de histonas alteram a estrutura da cromatina, propondo uma compreensão dos mecanismos específicos pelos quais essas alterações influenciam as interações DNA-histonas, mas que ainda não foram totalmente compreendidas. No entanto, alguns exemplos específicos foram elaborados em detalhes. Por exemplo, a fosforilação dos resíduos de serina 10 e 28 na histona H3 é um marcador de condensação cromossômica. Do mesmo modo, a combinação de fosforilação do resíduo de serina 10 e a acetilação de um resíduo de lisina 14 na histona H3, é um sinal revelador da transcrição ativa.

## Modificações
Modificações  características das histonas incluem:
- Metilação

Sabe-se que os resíduos de lisina e arginina são metilados. As lisinas metiladas são as marcas mais bem compreendidas do código das histonas, pois a lisina metilada específica combina com os estados de expressão gênica. A metilação das lisinas H3K4 e H3K36 está correlacionada com a ativação transcricional, enquanto a desmetilação de H3K4 está correlacionada com o silenciamento da região genômica. A metilação das lisinas H3K9 e H3K27 está correlacionada com a repressão transcricional.
O H3K9me3 está altamente correlacionado com a heterocromatina constitutiva.
A metilação da histona lisina também tem um papel no reparo do DNA.
- Acetilação - por HAT (histona acetil transferase);
- Desacetilação - por HDAC (histona desacetilase)

A acetilação tende a definir a "abertura" da cromatina, pois as histonas acetiladas não podem se agrupar tão bem quanto as histonas desacetiladas.
- Fosforilação
- Ubiquitinação

No entanto, existem muito mais modificações de histonas, e a espectrometria de massa recentemente expandiu bastante o catálogo.
Um resumo muito básico do código de histonas para o contexto de expressão gênica é apresentado abaixo:
| Type of modification | Histone    | Histone    | Histone    | Histone    | Histone                | Histone    | Histone    | Histone    |
| Type of modification | H3K4       | H3K9       | H3K14      | H3K27      | H3K79                  | H3K122     | H4K20      | H2BK5      |
| -------------------- | ---------- | ---------- | ---------- | ---------- | ---------------------- | ---------- | ---------- | ---------- |
| mono-methylation     | activation | activation |            | activation | activation             |            | activation | activation |
| di-methylation       | repression | repression |            | repression | activation             |            |            |            |
| tri-methylation      | activation | repression |            | repression | activation, repression |            |            | repression |
| acetylation          |            | activation | activation | activation |                        | activation |            |            |

- H3K4me3 é enriquecido em promotores ativos na transcrição..[9]
- H3K9me3 é encontrado em genes constitutivamente reprimidos..
- H3K27me3 é encontrado em genes reprimidos facultativamente..[2]
- H3K36me3 é encontrado em corpos gênicos ativamente transcritos..
- H3K9ac é encontrado em promotores ativamente transcritos.
- H3K14ac é encontrado em promotores ativamente transcritoss.
- H3K27ac distingue intensificadores ativos de intensificadores equilibradoss.
- H3K122ac é enriquecido em promotores preparados e também encontrado em um tipo diferente de potencializador que carece de H3K27ac..

## Complexidade
Ao contrário desse modelo simplificado, qualquer código histônico real tem o potencial de ser massivamente complexo; cada uma das quatro histonas padrão pode ser modificada simultaneamente em vários locais diferentes, com várias modificações diferentes. Para se ter uma ideia dessa complexidade, a histona H3 contém dezenove lisinas conhecidas por serem metiladas - cada uma pode ser não, mono-, di ou tri-metilada. Se as modificações forem independentes, isso permitirá um potencial de 419 ou 280 bilhões de padrões diferentes de metilação da lisina, muito mais do que o número máximo de histonas em um genoma humano.
(6,4 Gb / ~ 150 pb = ~ 44 milhões de histonas se estiverem bem compactadas). E isso não inclui acetilação de lisina (conhecida por H3 em nove resíduos), metilação de arginina (conhecida por H3 em três resíduos) ou fosforilação de treonina / serina / tirosina (conhecida por H3 em oito resíduos), sem mencionar modificações de outras histonas.
Todo nucleossomo de uma célula pode, portanto, ter um conjunto diferente de modificações, levantando a questão de saber se existem padrões comuns de modificações de histonas. Um estudo de cerca de 40 modificações de histonas em promotores de genes humanos encontrou mais de 4000 combinações diferentes usadas, mais de 3000 ocorrendo em apenas um único promotor. No entanto, foram descobertos padrões, incluindo um conjunto de 17 modificações de histonas presentes em mais de 3000 genes. Portanto, os padrões de modificação de histonas ocorrem, mas são muito complexos, e atualmente temos um entendimento bioquímico detalhado da importância de um número relativamente pequeno de modificações.
Os determinantes estruturais do reconhecimento de histonas pelos leitores, escritores e apagadores do código das histonas são revelados por um corpo crescente de dados experimentais.